# 羅肇錦
羅肇錦（1949年7月1日—），臺灣客家人，漢語語言學家，曾任國立彰化師範大學、國立新竹教育大學教授，目前受聘國立中央大學榮譽教授，專長為臺灣客家語研究，曾參與發起還我客家話運動。

## 早年
生於苗栗縣銅鑼鄉。銅鑼國民小學，十四歲入文林初中(銅鑼)，初中畢業入師範專科臺灣省立新竹師範專科學校三年制普通師範科，畢業歷三年義務教職，大學聯合招生考試考上輔仁大學中文系、國立臺灣師範大學國文研究所碩士（論文《瑞金客家話研究》），1984年國立臺灣師範大學國文研究所博士（論文《客語語法》）。

## 學術觀點
羅肇錦主張「以台語或台灣話來稱呼台灣閩南語都犯了以偏蓋全、以大吃小的謬誤」。包括客語，任何在台灣使用的語言都是台語。

## 節目
- 台視《鄉親鄉情》講客語單元主持人

## 學術著作
- 羅肇錦 1981 《御風而行的哲思》 中時出版社
- 羅肇錦 1985 《客語語法》 ( 博士論文 ) 學生書局
- 羅肇錦 1989 《瑞金方言》 ( 碩士論文 ) 學生書局
- 羅肇錦 1990 《國語學》 五南書局
- 羅肇錦 1990 《臺灣的客家話》 臺原出版社
- 羅肇錦 1990 《講客話》 自立出版社
- 羅肇錦 1990 《語言與文化》 國文天地出版社
- 羅肇錦 1992 《風的斷想》 漢藝色研出版社
- 羅肇錦 1994 《言與思》 萬卷樓出版
- 羅肇錦 1995 《客家話的結構與應用》 洪葉出版社
- 羅肇錦 1998 《客家話的字詞與音義析論》 紅葉出版社
- 羅肇錦 2000 《台灣客家發展史（語言篇）》 台灣文獻委員會